# نوغران (بالا خيابان ليتكوة)
نوغران (بالفارسية: نوگردن) هي قرية تقع في إيران في قسم بالا خیابان لیتکوة الريفي. يقدر عدد سكانها بـ 402 نسمة بحسب إحصاء 2016.